# La Ville de Rostov
 (novembre 2024).
Si vous disposez d'ouvrages ou d'articles de référence ou si vous connaissez des sites web de qualité traitant du thème abordé ici, merci de compléter l'article en donnant les références utiles à sa vérifiabilité et en les liant à la section « Notes et références ».
La Ville de Rostov (en russe Rostov-gorod, Rostov-don ; Ростов-город, Ростов-Дон) est une chanson soviétique de la Grande Guerre patriotique. Les paroles en sont d'Anatoli Sofronov sur une musique de Matveï Blanter. Hymne officiel de la ville de Rostov-sur-le-Don depuis une décision prise par la Douma municipale le 25 août 2016, la chanson est jouée lors de tous les événements de la ville ; avant le début des matches à domicile comme hymne du GC Rostov-Don et du FC Rostov ; lors du départ des trains locaux de la gare de Rostov-Glavny ; ainsi que toutes les heures par des carillons installés sur le bâtiment du grand magasin central de Rostov. Le nom de domaine du site officiel de l'administration de Rostov-sur-le-Don fait également référence à cette chanson. À l'époque soviétique, la chanson était en outre utilisée comme indicatif d'appel de la radio de Rostov.

## Histoire

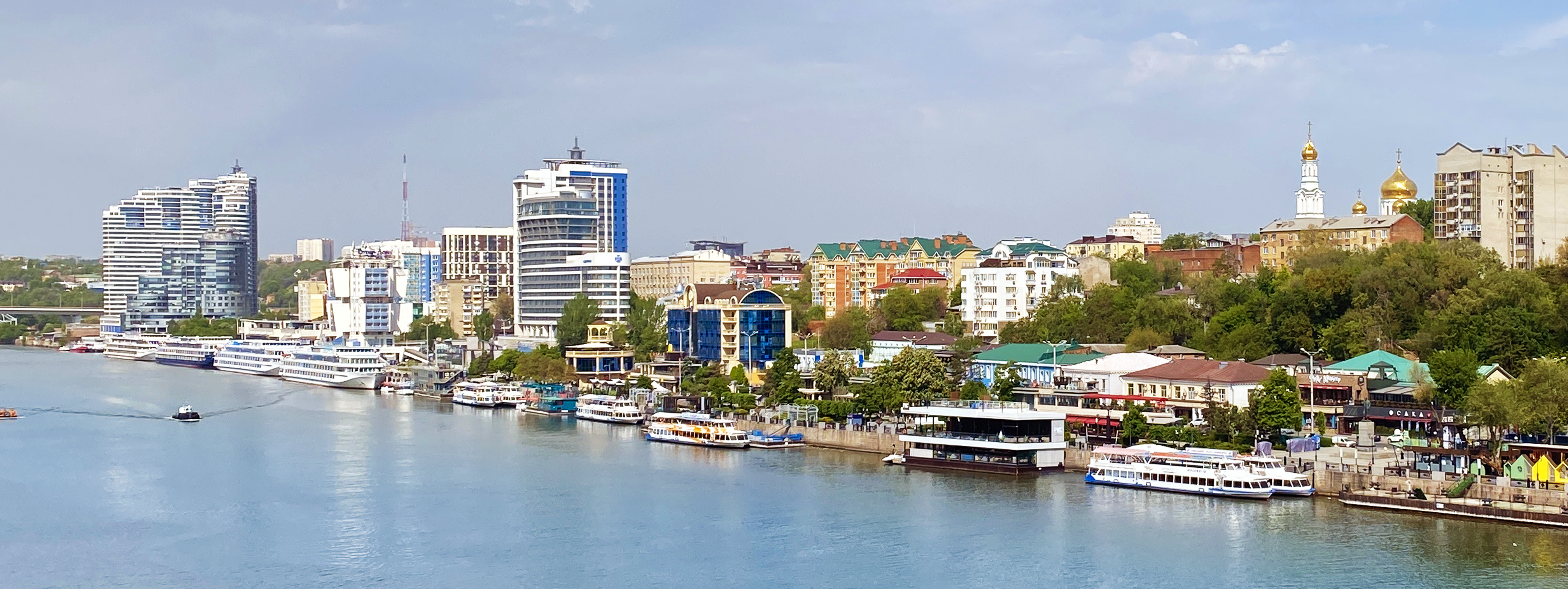
Panorama actuel de Rostov.

Le poète Anatoli Sofronov était au front dès les premiers jours de la guerre en tant qu'employé du journal militaire de la 19e Armée Vers la Victoire. Blessé, s'étant retrouvé à l'hôpital, après sa guérison, il a été envoyé à Moscou pour rejoindre la réserve politique de l'Armée rouge. Dans la capitale, le compositeur Matveï Blanter contacte Sofronov et lui propose d'écrire une chanson sur Rostov-sur-le-Don, inspirée des succès des troupes soviétiques près de Rostov.
Extrait des mémoires de Sofronov :

« Un jour, au Muzgiz (Maison d'édition musicale d'État), un inconnu s'approche de moi et me dit : « N'es-tu pas de Rostov, Sofronov ? » Oui, de Rostov, je réponds. « Je m'appelle Blanter. Écrivons une chanson sur Rostov. Viens à mon hôtel. » - Et il a donné l'adresse.
Notre peuple venait de libérer Rostov et j'ai repris la chanson avec enthousiasme. Bientôt, Blanter arriva avec le texte terminé. Le poète Viktor Goussev se trouvait par hasard dans sa chambre. Cependant, le compositeur ne semblait pas très heureux de me voir. Il me dit qu'il avait déjà écrit une chanson avec Goussev. Ce dernier, remarquant visiblement la détresse sur mon visage, a demandé à voir mes vers. Après les avoir lus rapidement, il dit soudain : « Matveï, son texte est meilleur. Choisis-le. Et toi et moi écrirons une autre chanson... » »

Cependant, la sortie de la chanson a dû attendre, en raison de la situation militaire. La situation sur le front sud se complique et Rostov-sur-le-Don est de nouveau capturée par les Allemands. Et ce n'est qu'en février 1943, lorsque, après la défaite du groupe de troupes nazies de Stalingrad, Rostov-sur-le-Don fut à nouveau libérée des envahisseurs, que l'heure de la chanson arriva enfin. Elle est interprétée à la radio par les Chœurs de l'armée rouge, avec Georgi Vinogradov comme soliste.
La mélodie de la chanson est claire, motivante et martiale. Matveï Blanter était au sommet de son talent de compositeur : la chanson contient des transitions mélodiques et harmoniques claires et est facilement mémorisée dès le premier couplet, même par un auditeur non professionnel et inexpérimenté musicalement. Elle peut être jouée même à un niveau amateur sur n'importe quel instrument, à vent ou à cordes, et chantée avec presque n'importe quelle voix.